# Велоспорт на Європейських іграх 2019
Велоспорт на Європейських іграх 2019 — змагання з велоспорту на шосе і треку на Європейських іграх 2019, які відбувались у столиці Білорусі Мінську. Траси змагань прокладались вулицями міста. Трекові перегони відбувались у палаці спорту Мінськ-Арена. Розігрувались 20 комплектов нагород на треку. У змаганнях брали участь 316 велогонщиків. У шосейних перегони розігрувались 4 комплекти нагород, у яких брали участь 226 велогонщиків.

## Таблиця медалей
*   Країна-господарка (  Білорусь)
| Місце                | Країна               | Золото | Срібло | Бронза | Загалом |
| -------------------- | -------------------- | ------ | ------ | ------ | ------- |
| 1                    | Нідерланди           | 7      | 7      | 1      | 15      |
| 2                    | Росія                | 5      | 1      | 7      | 13      |
| 3                    | Італія               | 2      | 5      | 2      | 9       |
| 4                    | Швейцарія            | 2      | 1      | 2      | 5       |
| 5                    | Білорусь*            | 2      | 0      | 3      | 5       |
| 6                    | Греція               | 2      | 0      | 0      | 2       |
| 7                    | Велика Британія      | 1      | 1      | 2      | 4       |
| 8                    | Литва                | 1      | 1      | 0      | 2       |
| 8                    | Україна              | 1      | 1      | 0      | 2       |
| 10                   | Чехія                | 1      | 0      | 2      | 3       |
| 11                   | Франція              | 0      | 3      | 0      | 3       |
| 12                   | Польща               | 0      | 1      | 3      | 4       |
| 13                   | Австрія              | 0      | 1      | 1      | 2       |
| 14                   | Португалія           | 0      | 1      | 0      | 1       |
| 14                   | Естонія              | 0      | 1      | 0      | 1       |
| 16                   | Бельгія              | 0      | 0      | 1      | 1       |
| Загалом (16 збірних) | Загалом (16 збірних) | 24     | 24     | 24     | 72      |

## Медальний залік

### Шосейний велоспорт
| Event                                                  | Золото                     | Срібло                       | Бронза                           |
| ------------------------------------------------------ | -------------------------- | ---------------------------- | -------------------------------- |
| Групові шосейні перегони (чоловіки)                    | Давіде Баллеріні · Італія  | Ало Якін · Естонія           | Даніель Ауер · Австрія           |
| Індивідуальні перегони з роздільним стартом (чоловіки) | Василь Кирієнко · Білорусь | Нелсон Олівейра · Португалія | Ян Барта · Чехія                 |
| Групові шосейні перегони (жінки)                       | Лорена Вібес · Нідерланди  | Маріанна Вос · Нідерланди    | Тетяна Шаракова · Білорусь       |
| Індивідуальні перегони з роздільним стартом (жінки)    | Марлен Рессер · Швейцарія  | Ханталь Блак · Нідерланди    | Гейлі Сіммондс · Велика Британія |

### Трековий велоспорт

#### Чоловіки
| Event                                         | Золото                                                                               | Срібло                                                                                  | Бронза                                                                    |
| --------------------------------------------- | ------------------------------------------------------------------------------------ | --------------------------------------------------------------------------------------- | ------------------------------------------------------------------------- |
| Індивідуальний спринт                         | Джеффрі Гогланд · Нідерланди                                                         | Гаррі Лаврейсен · Нідерланди                                                            | Денис Дмитрієв · Росія                                                    |
| Командний спринт                              | Нідерланди Рой ван ден Берг Гаррі Лаврейсен Джеффрі Гогланд Нільс ван 'т Гоендердаал | Франція Грегорі Боже Раян Хелаль Кантен Калейрон Кантен Лафарг                          | Велика Британія Джек Чарлін Джейсон Кенні Раян Овенс Джозеф Трумен        |
| Командна гонка переслідування (чоловіки)      | Росія Гліб Сириця Микита Берсенєв Лев Гонов Іван Смирнов                             | Італія Франческо Ламон Карлоальберто Джордані Давіде Плебані Ліам Бертаццо Стефано Моро | Швейцарія Тері Шир Робен Фруадево Лукас Рюегг Клаудіо Імгоф Ніко Селенаті |
| Кейрін (чоловіки)                             | Гаррі Лаврейсен · Нідерланди                                                         | Раян Хелаль · Франція                                                                   | Денис Дмитрієв · Росія                                                    |
| Омніум (чоловіки)                             | Ян-Віллем ван Схіп · Нідерланди                                                      | Тері Шир · Швейцарія                                                                    | Даніель Станішевський · Польща                                            |
| Медісон (чоловіки)                            | Швейцарія Робін Фройдево Трістан Марже                                               | Нідерланди Ян-Віллем ван Схіп Юрі Гавік                                                 | Австрія Андреас Граф Андреас Мюллер                                       |
| Гіт на 1 км (чоловіки)                        | Томаш Бабек · Чехія                                                                  | Франческо Ламон · Італія                                                                | Кшиштоф Максель · Польща                                                  |
| Індивідуальна гонка переслідування (чоловіки) | Іван Смирнов · Росія                                                                 | Давіде Плебані · Італія                                                                 | Клаудіо Імгоф · Швейцарія                                                 |
| Індивідуальна гонка за очками (чоловіки)      | Христос Волікакіс · Греція                                                           | Ян-Віллем ван Схіп · Нідерланди                                                         | Дмитро Мухомедьяров · Росія                                               |
| Скретч (чоловіки)                             | Христос Волікакіс · Греція                                                           | Філіп Прокопишин · Польща                                                               | Євгеній Корольок · Білорусь                                               |

#### Жінки
| Event                                      | Золото                                                                  | Срібло                                                                      | Бронза                                                                        |
| ------------------------------------------ | ----------------------------------------------------------------------- | --------------------------------------------------------------------------- | ----------------------------------------------------------------------------- |
| Спринт (жінки)                             | Анастасія Войнова · Росія                                               | Матільда Грос · Франція                                                     | Дарія Шмельова · Росія                                                        |
| Командний спринт (жінки)                   | Росія Дарія Шмельова Анастасія Войнова Катерина Рогова                  | Литва Сімона Крупецкайте Мігле Марозайте                                    | Нідерланди Кіра Ламберінк Сханне Браспеннінкс Гетті ван де Воув               |
| Командна гонка переслідування              | Італія Еліза Бальсамо Мартіна Альзіні Марта Каваллі Летиція Патерностер | Велика Британія Джессіка Робертс Меган Баркер Дженніфер-Ан Голл Джоссі Найт | Польща Катажина Павловська Юстина Качковська Кароліна Карасевич Ніколь Плосай |
| Кейрін (жінки)                             | Сімона Крупецкайте · Литва                                              | Сханне Браспеннінкс · Нідерланди                                            | Дарія Шмельова · Росія                                                        |
| Омніум (жінки)                             | Кірстен Вайлд · Нідерланди                                              | Євгения Аугустинас · Росія                                                  | Еліза Бальсамо · Італія                                                       |
| Медісон (жінки)                            | Велика Британія Джессіка Робертс Меган Баркер                           | Нідерланди Кірстен Вайлд Амбер Ван Дер Гульст                               | Росія Діана Климова Марія Новолодська                                         |
| Гіт на 500 м (жінки)                       | Дарія Шмельова · Росія                                                  | Олена Старікова · Україна                                                   | Міріам Вече · Італія                                                          |
| Індивідуальна гонка переслідування (жінки) | Тетяна Шаракова · Білорусь                                              | Марта Каваллі · Італія                                                      | Тамара Дронова · Росія                                                        |
| Індивідуальна гонка на очки                | Ганна Соловей · Україна                                                 | Верена Ебергардт · Австрія                                                  | Ярміла Махачова · Чехія                                                       |
| Скретч (жінки)                             | Кірстен Вайлд · Нідерланди                                              | Мартіна Фіданца · Італія                                                    | Анна Терех · Білорусь                                                         |